# Nuffield
Nuffield è un villaggio e una parrocchia civile dell'Inghilterra: è situato nell'area sud-orientale della contea dell'Oxfordshire. L'abitato è situato a circa 4 km a sud-ovest di Wallingford nei pressi delle colline Chilterns.